# جان شوفان
كانت جان شوفان (22 أبريل 1862 - 7 سبتمبر 1926) ثاني امرأة تحصل على إجازة في الحقوق في فرنسا، عام 1890. رُفض طلبها في البداية لأداء اليمين من أجل مزاولة المهنة، ولكن بعد تغيير القانون في 1900، أصبحت ثاني امرأة فرنسية يُسمح لها بالترافع أمام المحاكم (بعد أولغا بيتي). ومع ذلك، لا تزال بعض المصادر تشير إلى شوفان خطًا بأنها أول محامية أنثى في تاريخ فرنسا.

## قبولها لممارسة المحاماة
اقتنعت شوفان في النهاية بالتقدم للالتحاق بنقابة المحامين، وساهم بإقناعها لويس فرانك، محام بلجيكي ومؤيد لحقوق المرأة في المساواة. وفي 24 نوفمبر 1897 تقدمت شوفان بطلب للتسجيل في نقابة المحامين بباريس، وقدمت نفسها أمام محكمة الاستئناف في باريس لأداء القسم. وفي قرار صادر بتاريخ 30 نوفمبر 1897، رفضت المحكمة، برئاسة سامويل بيريفيه (1828 - 1902)، طلبها. وذكرت المحكمة في نطق حكمها أن القانون يحظر على المرأة أداء اليمين، ولا تستطيع المحكمة تغيير القوانين، إنما تقتصر مهمتها على تطبيقها. وقال الادعاء في تبريره إنه وفقًا للوائح نقابة المحامين لعام 1810، فإن «مهنة المحاماة تعتبر عملً ذكوريًا». جرى التوكيد كذلك على أن المرأة لا يمكنها شغل منصب في الدوائر العدلية لأنها تفتقر إلى الحقوق المدنية اللازمة.
بدأت جان شوفان حملة لتغيير القانون، بمساعدة شقيقها الأصغر إميل شوفان (1870 - 1933)، أستاذ مشارك في كلية الحقوق ونائب عن إقليم سين ومارن (1898 - 1909). واستُخدمت عدة حجج من أجل طرح القضية لصالح المحاميات. نص أحد القوانين من عام 1848 على أن لجميع أفراد الشعب الحق في العمل؛ ووفقًا لدورية لا فروند كان هناك أكثر من 100 محامية في الولايات المتحدة؛ ويمكن للنساء تقديم مساهمات فريدة. وقالت شوفان إنها أرادت أن تعمل في الدفاع عن فئة النساء والأطفال الفقراء، التي تواجه مشاكل منزلية، وحينها «سيبدو دوري في الدفاع طبيعيًا تمامًا - حتى لزملائي».
دعم السياسيان رينيه فيفياني وريمون بوانكاريه حملتها، التي تناولتها الصحافة على نطاق واسع. لربما عكست دورية لو شاريفاري المواقف الشعبية عندما أشارت إلى أنه «من أجل ... عدم الالتباس بين المحامين والمحاميات، تدعو لو شاريفاري المحامين إلى ارتداء ثوب المحكمة بياقة منخفضة». وفي وقت لاحق، طلب رسام الكاريكاتير في هذه الدورية من إحدى المحاميات أن تقول: «بما أنكم احتكرتم «الرداء»، أيها السادة، فيبدو من المنطقي بالنسبة لنا أن نعتمد السروال الركبي والمعطف الصباحي لتمييز أنفسنا عنكم».
صدر أخيرًا في 1 ديسمبر 1900 قانونٌ يمكن بموجبه للمرأة الحاصلة على شهادة في القانون أن تصبح محامية ممارسة. ومع ذلك، أوضح القانون أن المحامية لا يمكنها إطلاقًا أن تتولى منصب القاضي. وفي 19 ديسمبر 1900، بعد 13 يومًا من قسَم أولغا بيتي [يُشار إليها أيضًا باسم سونيا أولغا بالاتشوسكي- بيتي]، أدت جان شوفان اليمين أمام محكمة الاستئناف في باريس، فكانت ثاني امرأة تمارس مهنة المحاماة في فرنسا.

## مسيرتها المهنية اللاحقة
تحدثت شوفان في المؤتمر الدولي الثاني للمنظمات والمؤسسات النسائية في يونيو 1900. دعمت شوفان مع الناشطة النسوية ماريا شيليغا لويفي منح الأم غير المتزوجة الحق في ملاحقة الأب والمطالبة بإعالة الطفل. ساعدت في تنظيم المؤتمر العالمي لحقوق المرأة في سبتمبر 1900.
وفي 21 يناير 1901، ترافعت شوفان أمام القاعة التاسعة في المحكمة الجنائية للسين. ولم تمثُل كثيرًا أمام المحاكم، إنما كرست نفسها من أجل تدريس القانون لفتيات المدارس الثانوية. وأعطت جان شوفان الدروس في مدرسة ليسيه مولييه في باريس. ولعل وظيفتها في التدريس قد حدت من نطاق قبولها للقضايا. ولكن، بعد صدور أحد القوانين في 1912، والذي يسمح للنساء غير المتزوجات بملاحقة والد أطفالهن للحصول على نفقة المعيشة، قبلت القضايا المتعلقة بهذا القانون.
لم تتزوج جان شوفان قط. ومُنحت في 19 يناير 1926 وسام جوقة الشرف برتبة فارس من قِبل ريمون بوانكاريه (1860 - 1934)، محامٍ ورئيس سابق للجمهورية (1913 - 1920). توفيت جان شوفان بعد فترة وجيزة، في بروفين بإقليم سين ومارن، في 7 سبتمبر 1926.